# Ligament conoïde
Le ligament conoïde (ou ligament coraco-claviculaire postéro-interne) est situé dans l'épaule. C'est un ligament stabilisateur de l'articulation acromio-claviculaire.

## Origine
Le ligament conoïde à pour origine le tubercule conoïde, situé à la jonction entre le quart latéral et les trois quarts médians de la face inférieure de la clavicule. Il est en dedans du ligament trapézoïde et en dehors du ligament coraco-claviculaire médial.

## Trajet
Le ligament conoïde forme un cône de sommet inférieur orienté en bas, en dehors et en avant.

## Terminaison
Il s'achève sur la base du processus coracoïde, sur la scapula, en dedans du ligament trapézoïde et en dehors du ligament coraco-claviculaire médial.

## Biomécanique
Le ligament conoïde assure la stabilité de l'articulation acromio-claviculaire avec le ligament trapézoïde et le ligament coraco-claviculaire médial.